# Albiert Bielajew
Albiert Andriejewicz Bielajew (ros. Альбе́рт Андре́евич Беля́ев, ur. 21 lutego 1928 w Griazi, zm. 22 października 2017) – radziecki pisarz, publicysta i działacz partyjny.

## Życiorys
Początkowo był tokarzem w warsztatach kolejowych, a od 1949 funkcjonariuszem komsomolskim. W latach 1956–1959 pełnił funkcję I sekretarza Komitetu Obwodowego Komsomołu w Murmańsku. Jednocześnie w 1953 rozpoczął działalność publicystyczną, a w 1972 został przyjęty do Związku Pisarzy ZSRR. W 1959 zaocznie ukończył studia na Wydziale Języków Obcych Archangielskiego Instytutu Pedagogicznego im. Łomonosowa, w 1963 został kandydatem nauk filologicznych, a w 1976 doktorem nauk filologicznych. W 1962 został instruktorem, a w 1966 kierownikiem sektora literatury pięknej, później zastępcą kierownika Wydziału Kultury KC KPZR Wasilija Szauro. W latach 1986–1996 zajmował stanowisko redaktora naczelnego gazety "Sowietskaja Kultura"/"Kultura". 25 lutego 1986 wybrany członkiem Centralnej Komisji Rewizyjnej KPZR. Został trzykrotnie odznaczony Orderem Czerwonego Sztandaru Pracy.